# Моно и Мањана
Моно и Мањана је била српска издавачка кућа са седиштем у Београду, основана 2002. године. Настала је спајањем две мале издавачке куће, Mono press и Мањана и бавила се издавањем ретких и необичних књига.

## O издавачу
Изабрали су необично име у складу са издавањем ретких и необичних књига. Јануара 2013. године, спојила се са издавачком кућом Алнари у ново издавачко предузеће - Вулкан издаваштво, кућу са традицијом и препознатљивим квалитетом. Спајањем са ове две велике издавачке куће настављен је рад на развијању и унапређењу издаваштва у Србији.

## Издања

### Енциклопедије
Издавач Моно и Мањана је издавао капитална издања енциклопедија.
- Издао је Велику општу илустровану енциклопедију Ларус у пет томова 2010. године које је допуњено српско издање.[3]

### Књиге за децу
Књиге за децу су биле интерактивна издања. Нека издања су популарно названа ологије. 
- Чудовиштологија[4]
- Змајологија
- Океанологија
- Египтологија
- Вампирологија
- Свемирологија

Било је и распеваних књига, оне које кад отворите свирају. Било је доста издања књига о животињама у џунгли, ноћним животињама. 
- Петар Пан
- Мали принц

### Популарна издања
Популарна издања су се односила на различите теме везане за потребе савременог човека. Популарна издања су се односила на књиге из психологије, бизниса, религиозне филозофије итд.

### Библиотека Благо
Библиотека Благо је била посвећена класичним делима како светске, тако и српске књижевности.

### Библиотека савремене прозе
Како само име говори, ова библиотека је била посвећена савременим прозним писцима.

### Библиотека Евергрин
У овој библиотеци су публиковане књиге најпопуларнијих наслова. Карактеристично за ову едицију је рециклажни папир и прилагођен формат читаоцу, такозвано џепно издање.

### Ретке и необичне едиције
У овој едицији су заступљени нови писци још непознати нашој читалачкој публици. 
- Ирис Ханика: Двоје
- Фарел Џејмс Гордон: Невоље
- Ван Ковлар Дидје: Пут у једном правцу